# Woonwagen

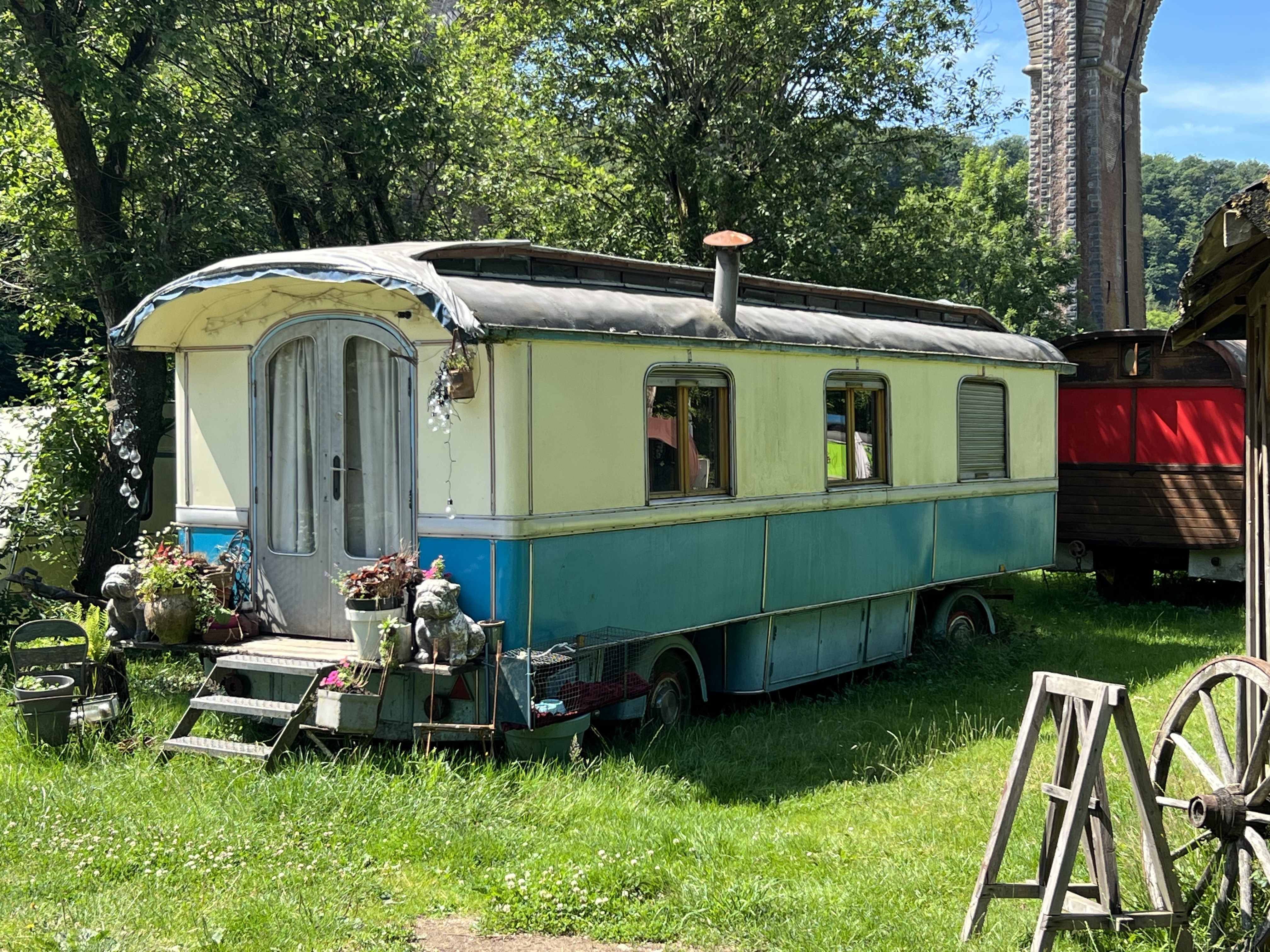
Een woonwagen in België

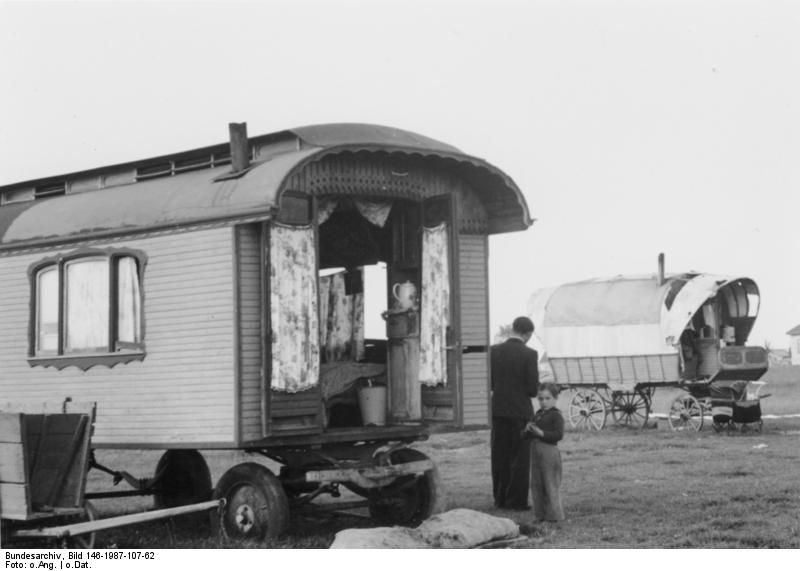
Historische woonwagens in Duitsland

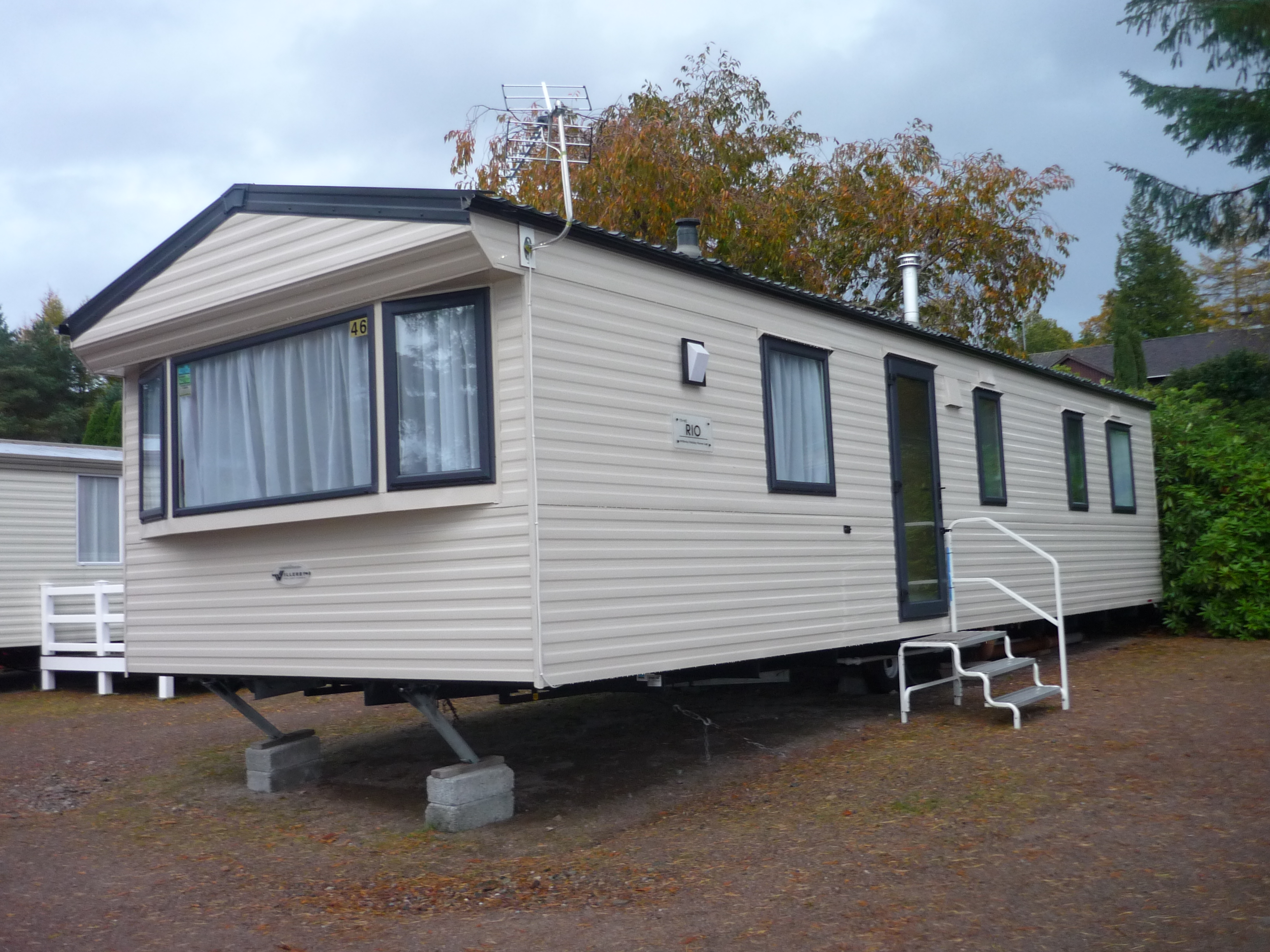
Moderne woonwagen

Een woonwagen of foorwagen (soms ook pipowagen in de volksmond) is een woning op wielen. In het Duits wordt met een Wohnwagen een caravan of een stacaravan bedoeld. Anders dan in Duitsland wordt in Nederlandse taalgebied onder woonwagen meestal het soort woningen op wielen verstaan dat door woonwagenbewoners wordt gebruikt. Het wordt in de Vlaamse Wooncode omschreven als "een woongelegenheid, gekenmerkt door flexibiliteit en verplaatsbaarheid, bestemd voor permanente en niet-recreatieve bewoning".
De Roma en Sinti benoemen de caravan, kampeerwagen en stacaravan als woonwagen. Dit komt doordat de woonwagen vele woonvormen heeft gehad in de geschiedenis die alle bij de beschermde culturele identiteit van de woonwagenbewoners thuishoort. 
Het soort woonwagens dat men op woonwagencentra aantreft is echter vaak niet of nauwelijks nog als wagen te herkennen, al zijn er nog steeds wielen aanwezig die hun functie niet helemaal hebben verloren. Ze worden nu nog gebruikt om de woonwagen te kunnen verplaatsen op korte afstanden. 
Woonwagens worden zowel gebruikt voor permanente bewoning, als voor recreatieve doeleinden. Soms ook als tweede woning of als werkplaats voor hen die behoefte hebben aan een andere werkruimte dan de eigen woning.
De karakteristieke ouderwetse woonwagens ('pipowagens') kenmerkten zich door veel houtsnijwerk (in België waren in het bijzonder de in Buggenhout vervaardigde woonwagens erg geliefd); dit was niet enkel ter decoratie en om de welstand te tonen maar tevens om gewicht te besparen. De wagens werden immers getrokken door één of meer paarden en de bewoners trokken van dorp tot dorp en soms van land tot land. Dit soort woonwagens is in de Benelux zeldzaam geworden. De woonwagens die tegenwoordig door rondreizende kermisondernemers en circusartiesten worden gebruikt zijn over het algemeen luxueus ingericht, hoewel ze slechts beperkte ruimte bieden. Ze worden voortgetrokken door bussen of vrachtauto's.